# Reyes holgazanes
Reyes holgazanes fue un sobrenombre que recibieron los reyes merovingios que gobernaron los reinos francos de finales de la Dinastía, especialmente tras la muerte de Dagoberto I, debido a su incapacidad para el gobierno. En general, fueron reyes débiles, de escasa o nula iniciativa, gobernados por sus esposas y familias, o bien víctimas de intrigas palaciegas, y que prestaban escasa atención a la política. Conforme pasaba el tiempo el funcionario encargado de la administración doméstica (el mayordomo de palacio, nombre derivado del director de la casa, el major domus) fue tomando sobre sí la tarea de gobernar.
Esta apelación se debe a Eginardo, biógrafo de Carlomagno, en su Vita Karoli Magni, escrita en el siglo IX. Legitimaba así la toma del poder por los carolingios, pues, según escribe, los merovingios «no tenían de reyes más que el nombre».
Una serie dinástica de estos últimos, formada por Carlos Martel y Pipino el Breve, terminó por arrumbar a los reyes holgazanes, el último de los cuales (Childerico III) fue depuesto por el papa, retirándose a un monasterio sin siquiera intentar defender su trono.

## Otros monarcas
Algunos historiadores también llaman fase de los «reyes holgazanes» al periodo de veintitrés años (entre 768 y 791) en el que desde el Reino de Asturias no se iniciaron acciones bélicas contra los musulmanes del Al-Ándalus y que incluye los reinados de Aurelio, Silo, Mauregato y Bermudo I.